# KDELR1
KDELR1 (англ. KDEL endoplasmic reticulum protein retention receptor 1) – білок, який кодується однойменним геном, розташованим у людей на короткому плечі 19-ї хромосоми. Довжина поліпептидного ланцюга білка становить 212 амінокислот, а молекулярна маса — 24 542.
| 10         |  | 20         |  | 30         |  | 40         |  | 50         |
| ---------- |  | ---------- |  | ---------- |  | ---------- |  | ---------- |
| MNLFRFLGDL |  | SHLLAIILLL |  | LKIWKSRSCA |  | GISGKSQVLF |  | AVVFTARYLD |
| LFTNYISLYN |  | TCMKVVYIAC |  | SFTTVWLIYS |  | KFKATYDGNH |  | DTFRVEFLVV |
| PTAILAFLVN |  | HDFTPLEILW |  | TFSIYLESVA |  | ILPQLFMVSK |  | TGEAETITSH |
| YLFALGVYRT |  | LYLFNWIWRY |  | HFEGFFDLIA |  | IVAGLVQTVL |  | YCDFFYLYIT |
| KVLKGKKLSL |  | PA         |  |            |  |            |  |            |

A: Аланін

C: Цистеїн

D: Аспарагінова кислота

E: Глутамінова кислота

F: Фенілаланін

G: Гліцин

H: Гістидин

I: Ізолейцин

K: Лізин

L: Лейцин

M: Метіонін

N: Аспарагін

P: Пролін

Q: Глутамін

R: Аргінін

S: Серин

T: Треонін

V: Валін

W: Триптофан

Кодований геном білок за функціями належить до рецепторів, фосфопротеїнів. 
Задіяний у таких біологічних процесах, як транспорт, транспорт білків, транспорт між ендоплазматичним ретикулумом і апаратом Гольджі, альтернативний сплайсинг. 
Локалізований у мембрані, ендоплазматичному ретикулумі, цитоплазматичних везикулах.